# Bethesda (Maryland)
Bethesda is een plaats (census-designated place) in de Amerikaanse staat Maryland, en valt bestuurlijk gezien onder Montgomery County. Bethesda is uitgegroeid tot een voorstad van Washington D.C. waarvan het direct ten noordwesten van ligt. De plaats wordt bediend door enkele stations op de noordelijke tak van de Red Line van de metro van Washington, op het traject richting Shady Grove.

## Geschiedenis
Bethesda ligt aan een rivier, de Potomac, en daardoor aan een oude handelsroute, waar Europeanen met de Indianen onder meer tabak verhandelden. Al in het begin van de 19e eeuw werd hier tol geheven. Er kwamen een winkel, wat huizen en een Presbyteriaanse kerk (1820) bij en langzamerhand groeide het uit tot een stadje dat vernoemd werd naar de winkelier, Darcy's Store. In 1871 werd het pas Bethesda genoemd. 

Bethesda kreeg een postkantoor maar bleef een kleine gemeenschap tot het einde van de 19e eeuw. Toen werd het ontdekt door rijke mensen die er grote huizen bouwden. In 1921 werd door hen de Congressional Country Club opgericht, waar in 1964, 1997 en 2011 het US Open werd gespeeld.
Tijdens en direct na de Tweede Wereldoorlog groeide de stad, het Walter Reed National Military Medical Center werd in 1942 opgericht en de hoofdvestiging van de National Institutes of Health werd in 1948 in Bethesda gevestigd. In Bethesda bevindt zich ook het hoofdkwartier van Lockheed Martin. Bethesda Softworks werd wel in Bethesda opgericht maar trok weg uit de plaats.

## Demografie
Bij de volkstelling in 2000 werd het aantal inwoners vastgesteld op 55.277.. In 2010 was het aantal gestegen tot 60.858.

## Geografie
Volgens het United States Census Bureau beslaat de plaats een oppervlakte van 34,1 km², waarvan 34,0 km² land en 0,1 km² water.

## Geboren
- Robert Gordon (1947-2022), zanger
- Robert Edward Slavin (1950-2021), sociaal wetenschapper, psycholoog
- Patricia Richardson (1951), actrice
- Richard Schiff (1955), acteur
- Daniel Stern (1957), acteur
- Michael Cerveris (1960), acteur
- Adam Mednick (1966), golfer
- Lisa Loeb (1968), singer-songwriter en gitarist
- Alex Pama (1972), voetbalcoach
- Colleen Haskell (1976), actrice
- Sean Murray (1977), acteur
- Timothy Rugg (1985), wielrenner
- Nick Palatas (1988), acteur
- Andrew Wilson (1993), zwemmer

## Overleden
- Frank Jack Fletcher (1885-1973), militair, admiraal van de Amerikaans marine tijdens de Tweede Wereldoorlog

## Foto's

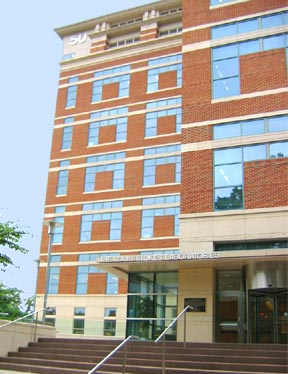
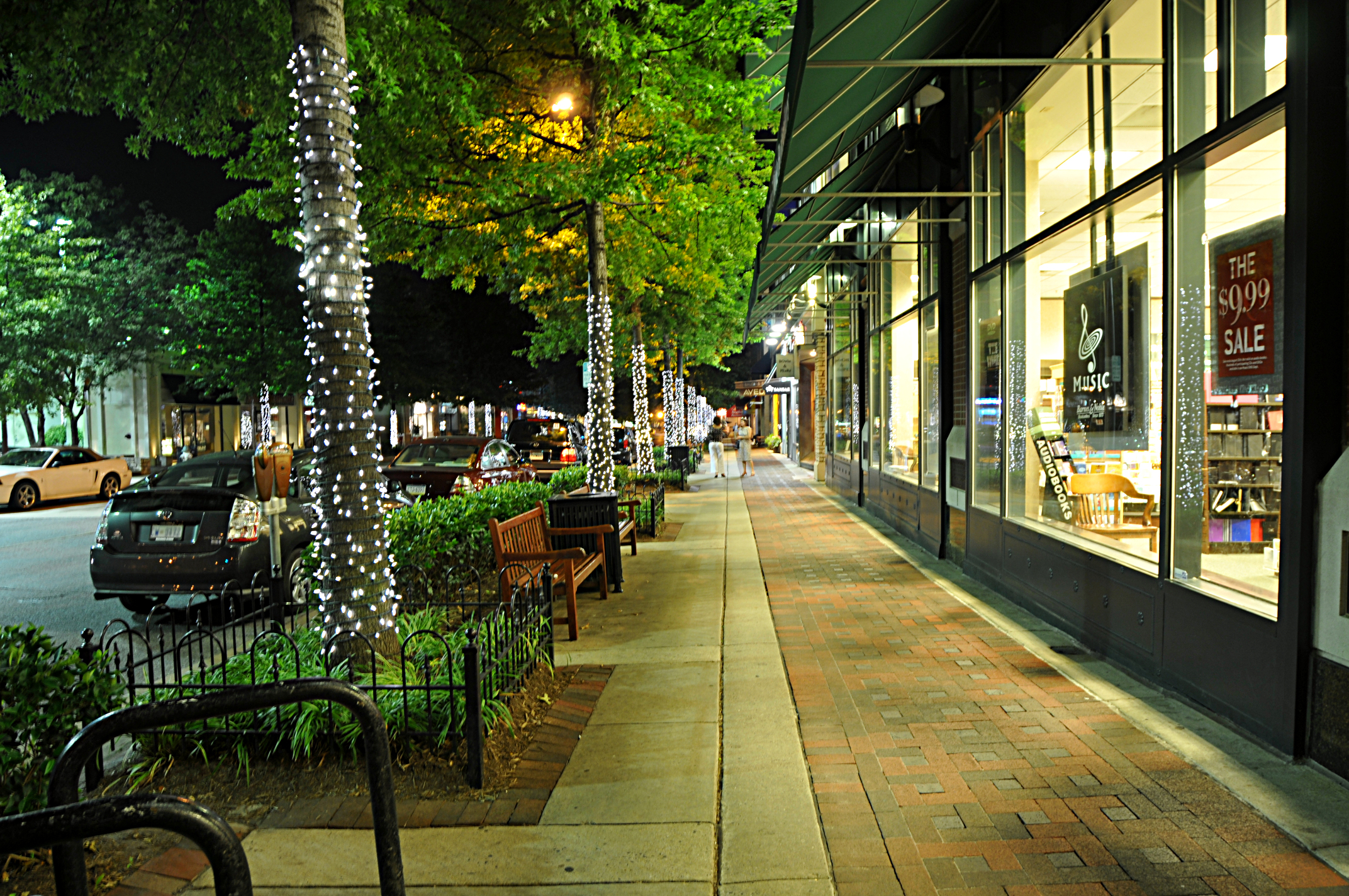